# 歴代CAF会長の一覧
アフリカのサッカーを統括する団体、アフリカサッカー連盟 (CAF) の会長の一覧である。
| 代 | 氏名                                 | 就任   | 辞任    | 国籍       |
| -- | ------------------------------------ | ------ | ------- | ---------- |
| 1  | アブデルアジズ・アブダラー・サーレム | 1957年 | 1958年  | エジプト   |
| 2  | アブデルアジズ・ムスタファ           | 1958年 | 1968年† | エジプト   |
| 3  | アブデル・ハーリム・モハンマド       | 1968   | 1972†   | スーダン   |
| 4  | イドネカチェウ・テッセマ             | 1972年 | 1987年† | エチオピア |
| 5  | アブデル・ハーリム・モハンマド       | 1987年 | 1988年‡ | スーダン   |
| 6  | イッサ・ハヤトウ                     | 1988年 | 現職    | カメルーン |

† 会長職を退いた後、名誉会長に就任。
‡ 1987年8月18日、テッセマがアディスアベバにおいて病気で亡くなったのを受け、1988年3月10日にCAF総会がカサブランカで開催され、イッサ・ハヤトウがCAF会長に就任するまで会長代行を行った。